# Memories Offシリーズ
『Memories Off シリーズ』（メモリーズオフシリーズ）は、恋愛アドベンチャーゲーム及びそれを中心としたアニメ、小説、CDなど派生作品を含めたシリーズの総称である。略称は『メモオフ』。
作品名は媒体によって『Memories Off』というラテン文字表記と『メモリーズオフ』という片仮名書きが混在している。シリーズ10年分の歌曲を収録したCD-BOX『Memories Off 10th anniversary PERFECT VOCAL COLLECTION』では、KIDによって制作された第1 - 5作までが『Memories Off』、5pb.制作の第6作およびスピンオフ作品が『メモリーズオフ』と使い分けられているため、本項でもそれに倣う。
神奈川県藤沢市の江ノ島周辺を舞台のモデルにしている。シリーズのテーマは「かけがえのない想い」であり、恋愛の切なさを中心としているが単なる恋愛ゲームの域にはとどまらず、思春期に見られる人生観や価値観への悩み、家族や周囲との関わりについても重点的に表現されている。

## 歴史

### KID時代
1999年当時、KIDの主力商品はPCゲームを家庭用向けに移植した作品であり、成功例の少ないオリジナル作品の『Memories Off』（以下『1st』）は社内でも期待されていなかった。しかしスタッフが背水の陣で臨んで発売したところ、同社のオリジナル作品で最高の評価を得ることができた。
「トラウマ」を仮題としていた『1st』のテーマは「死んだ恋人の記憶を乗り越えて、新しい恋をする」という特異なものだったが、2001年のシリーズ第2作『Memories Off 2nd』では「現在の交際中の恋人がいるのに、新しい女の子を好きになったので、別れる」という、より現実味を持たせたテーマとなった。『2nd』の同年、『1st』中国語版の販売が始まっている。『2nd』の発売後には、ファーストコンサートの開催やOVA化など、メディア展開の規模が大きくなっていった。
2002年の第3作『想い出にかわる君 〜Memories Off〜』（以下『想君』）は大学生の物語となった。もともと『メモオフ』ファンには高校生が多く、時間の経過とともに彼らが大学生に相当する年齢になっていたからである。なお、ここまでのシリーズ3作品の主人公はみな同い年と設定されており、『想君』の主人公は先代の2人が成長した姿を想定していた。ところが、従来より上の年齢層を狙ったコンセプトは予想したほどの好評を得られなかった。アンケートに応じたユーザーの平均年齢は18歳前後と若いままであり、このことから固定ファンの加齢とともに『メモオフ』支持者の平均年齢が上がっていくのではなく、高年齢層の卒業と低年齢層の加入という激しい入れ替わりが起こっていることが判明した。
一方メディア展開は好調であり、2003年には『2nd』OVAが発売され、セカンドコンサートが開催された。ゲームでは『1st』と『2nd』のカップリングソフト『Memories Off Duet』が出ており、3作品のキャラクターが総出演するファンディスク『メモオフみっくす』も好評だった。
2004年の第4作『Memories Off 〜それから〜』は、それまでの流れをすべて受け継ぐシリーズの総括として作られた。『想君』の反省から舞台を高校へと戻しており、内容も「交際中の恋人から突然フラれる」という、『2nd』に近い恋愛を基本としたものになっている。反応は想定以上によかったが、KID社長・市川久祥は本格的なビジネスに発展する前の「儲けを度外視した啓蒙時期」としている。
2005年には『メモオフ』5周年記念企画として『Memories Off After Rain』3部作が展開。同年代であることを活かして『1st』と『2nd』のキャラクターをクロスオーバーさせ、『Vol.1』では修学旅行、『Vol.2』では学園祭、『Vol.3』では卒業式と、両作品で希薄だった学校行事の描写を盛り込んだ。この時期に関して、5年後には「今思えば我々は『Memories Off After Rain』がPS2で3連作として発売された時点で、KIDの異変に気づくべきだったのかもしれない」と語られることになる。
同じく2005年、再び大学が舞台となった第5作『Memories Off #5 とぎれたフィルム』が発売。新機軸の『メモオフ』を目指した本作品ではサスペンス要素が導入され、恋愛だけでなく友情もテーマとする青春群像劇となった。主人公にもCGと音声が付いたため、プレイヤーは彼に同一化するのでなく中立の視点からドラマを見つめることになり、この点も『#5』の物語性の強さを表している。一方でシリーズの長期化に伴う作品世界の閉塞化を防ぐため、前作までとの関係性は控えめになっている。
2006年にはバレンタインコンサートが開催され、『それから』の後日談『Memories Off 〜それから again〜』が発売された。続いて『#5』の後日談である『Memories Off #5 encore』が2007年2月22日発売予定と告知されたが、12月1日に債務履行不能となったKIDが自己破産したため、開発は停止し情報は途絶えた。

### サイバーフロント時代
2007年2月2日、サイバーフロントが旧KIDのゲームに関連する全権利を取得し、改めて『#5 encore』を発売する予定であることを発表。約4か月の沈黙の末に、KID時代と同じスタッフによって開発中であることが明かされ、その後は特に支障もなく『#5 encore』は予定通り7月12日に発売された。
また7月27日には、いったんそれまでの『メモオフ』に区切りをつけるというコンセプトのもと、『Duet』から『#5』までKID時代の8タイトルのWindow版をセットにした『Memories Off History』が発売された。
11月30日、KIDの元スタッフが所属する5pb.がサイバーフロントより『メモオフ』シリーズを独占的・排他的に利用する権利を取得したことを発表。これにより今後の同シリーズに関する企画・開発・販売に係わる全ての業務は5pb.が請負うこととなった。
ただし携帯電話サービスだけは例外的に引き続きサイバーフロントが運営しており、2008年には初の携帯向けオリジナル作品『Memories Off carta fiorato』が配信されたが、2013年に同社が解散したため終了した。

### 5pb.時代
2008年、5pb.最初の『メモオフ』としてリリースされたのは、シリーズ全体としても初の女性向けゲーム『ユア・メモリーズオフ〜Girl's Style〜』だった。その後、歴代作品のPlayStation Portable版リリース開始とともに、シリーズの「第二期開幕」と評された第6作『メモリーズオフ6 〜T-wave〜』が発表された。原点回帰を志向した『T-wave』は『1st』と同じ高校を舞台とし、修羅場展開や登場人物の死といった旧作にまつわる要素をほぼなくして、学園生活を楽しめるように意識している。
『1st』から10年が経過した2009年には、Memories Off 10th anniversary と題したキャンペーンが組まれた。Web上にはテーマ曲や壁紙を配信する専用サイトが開設され、『井ノ上奈々のメモオフラジオ』でも番組の題材として取り上げた。そのほかDreamParty 2009秋への出展や、関連書籍の刊行、CD-BOXの限定受注生産が行われた。
2010年、第7作『メモリーズオフ ゆびきりの記憶』が発売された。10周年の区切りがついたこともあってロゴやキャラクターデザインを一新し、新規ユーザーが近づきやすいようにナンバリングのない題名にした。明るい雰囲気だった『6』との差別化のため、緊迫した場面が多く盛り込まれている。
2014年には Memories Off 15th anniversary のロゴが作られた。コミックマーケット86では『メモリーズオフ6 Next Relation』のサブキャラクターだった嘉神川ノエルの成長した姿をあしらった商品が販売され、新作の登場をほのめかしている。
2017年に『メモリーズオフ -Innocent Fille-』の製作が発表された。
2018年12月、ファンディスクが、翌2019年3月28日に発売されることが発表された。
本編7作品を上巻（『メモリーズオフ』『メモリーズオフ 2nd』『想い出にかわる君 〜メモリーズオフ〜』『メモリーズオフ 〜それから〜』）と下巻（『メモリーズオフ #5 とぎれたフィルム』『メモリーズオフ6 〜T-wave〜』『メモリーズオフ ゆびきりの記憶』）に分けてまとめた『メモリーズオフ ヒストリア』が2021年3月25日に発売された。
シリーズは『-Innocent Fille-』で完結したが、そのコンセプトを受け継ぐ作品として、世界観をそのまま引き継いだ『シンスメモリーズ 星天の下で』が2021年9月16日に発売された。
2023年9月30日、25周年記念作品『メモリーズオフ 双想 〜Not always true〜』の製作が発表され、2025年4月10日に発売された。
ファンディスク5作品『メモリーズオフ After Rain』『メモリーズオフ 〜それから again〜』『メモリーズオフ#5 encore』『メモリーズオフ6 Next Relation』『メモリーズオフ ゆびきりの記憶 ふたりの風流庵 ぷらす』をまとめた『メモリーズオフ ファンディスク ヒストリア』が2025年7月24日に発売。

## シリーズ作品
| 1999 | Memories Off                                |
| 2000 |                                             |
| 2001 | Memories Off 2nd                            |
| 2002 | 想い出にかわる君 〜Memories Off〜           |
| 2003 | Memories Off Duet                           |
| 2003 | メモオフみっくす                            |
| 2004 | Memories Off 〜それから〜                   |
| 2005 | Memories Off After Rain                     |
| 2005 | Memories Off #5 とぎれたフィルム            |
| 2006 | Memories Off 〜それから again〜             |
| 2007 | Memories Off #5 encore                      |
| 2007 | Memories Off History                        |
| 2008 | ユア・メモリーズオフ〜Girl's Style〜        |
| 2008 | Memories Off carta fiorato                  |
| 2008 | メモリーズオフ6 〜T-wave〜                  |
| 2009 | メモリーズオフ6 Next Relation               |
| 2010 | メモリーズオフ ゆびきりの記憶               |
| 2011 |                                             |
| 2012 |                                             |
| 2013 |                                             |
| 2014 |                                             |
| 2015 |                                             |
| 2016 |                                             |
| 2017 |                                             |
| 2018 | メモリーズオフ -Innocent Fille-             |
| 2019 | メモリーズオフ -Innocent Fille- for Dearest |
| 2020 |                                             |
| 2021 | メモリーズオフ ヒストリア                   |
| 2021 | シンスメモリーズ 星天の下で                 |
| 2022 |                                             |
| 2023 |                                             |
| 2024 |                                             |
| 2025 | メモリーズオフ 双想 〜Not always true〜     |
| 2025 | メモリーズオフ ファンディスク ヒストリア    |

### 本編
- Memories Off
- Memories Off 2nd
- 想い出にかわる君 〜Memories Off〜
- Memories Off 〜それから〜
- Memories Off #5 とぎれたフィルム
- メモリーズオフ6 〜T-wave〜
- メモリーズオフ ゆびきりの記憶
- メモリーズオフ -Innocent Fille-
- メモリーズオフ 双想 〜Not always true〜

### 外伝
- Memories Off After Rain
- Memories Off 〜それから again〜
- Memories Off #5 encore
- メモリーズオフ6 Next Relation
- メモリーズオフ -Innocent Fille- for Dearest

### その他
- Memories Off Duet
- メモオフみっくす
- Memories Off History
- ユア・メモリーズオフ〜Girl's Style〜
- Memories Off carta fiorato
- メモリーズオフ ヒストリア
- シンスメモリーズ 星天の下で
- メモリーズオフ ファンディスク ヒストリア

## 用語
複数の作品に跨っている場合は主な作品を記す。なお、『シンスメモリーズ 星天の下で』は「Memories Offシリーズ」のコンセプトや舞台を受け継いでいる後継作のため、本用語ページでまとめて掲載する。

### 私鉄芦鹿島電鉄芦鹿島線（してつあしかじまでんてつあしかじません）
通称「シカ電」。シリーズを通じてこの私鉄沿線が主な舞台となっている。モチーフは江ノ島電鉄線。
innocent filleでは江ノ島電鉄線で実在する駅名が登場する。
以下、西から順に駅とその周辺の街の様子について述べる。
藤川（ふじかわ）
最も大きな駅であり、他の路線に接続している。駅周辺にはデパートがいくつもある繁華街が広がる。モチーフは藤沢駅一帯。
柳小路（やなぎこうじ）
林鐘寺（りんしょうじ）
登波離橋伝説に名を残す武将・黒川武利が建立した寺周辺の地域。駅のモチーフは江ノ島電鉄線の極楽寺駅。
湘南海岸公園（しょうなんかいがんこうえん）
あしかじま
海に近い景勝地。なお、観光名所の芦鹿島は陸繋島である。駅のモチーフは小田急江ノ島線の片瀬江ノ島駅。
浜咲（はまさき）
駅の北側にある小高い丘を登っていくと浜咲学園がある。モノレールへの乗り換えもここから出ている。駅のモチーフは江ノ島電鉄線の江ノ島駅。
桜峰（さくらみね）
古い街並みの残る地域。駅周辺の商店街は小さく、コンビニも1件しかない。しかし街の南側には峰ヶ浜があり、夏は海水浴客で大いににぎわう。
駅のモチーフは江ノ島電鉄線の鎌倉高校前駅。
とわり
嘉神川に掛かる登波離橋の上流の駅。ただし、橋には桜峰駅のほうが近い。
藍ヶ丘（あいがおか）
緑の多い新興住宅街。
由比ヶ浜（ゆいがはま）
中目町（なかめちょう）
比較的小さな駅。
澄空（すみそら）
そこそこ開けた地域。一通りの物はこの一帯で手に入る。駅のモチーフは鎌倉駅。
的射（まとい）
閑静な住宅街の駅。目立った特徴はない。駅のモチーフは横須賀線の北鎌倉駅
北的射（きたまとい）
閑静な住宅街の駅。こちらも目立った特徴はない。
千羽谷（ちはや）
芦鹿島線本線との接続駅。周辺には大学や病院などの大きな施設がある。嘉神川以東の若者たちが遊びにあつまる街でもあり、「西の藤川」に対し「東の千羽谷」と並び称される。
駅外観のモチーフは京浜東北線の大井町駅で、ホームは東急電鉄の学芸大学駅。
綾園台（あやぞのだい）
鴨浦（かもうら）
東端の駅。遊園地「マリンランド」がある。

### モノレール
澄空、藤川市内を走るジェットコースターのような懸垂式モノレール。モチーフは湘南モノレール。
innocent filleやシンスメモリーズでは湘南モノレールで実在する駅名が登場する。
湘南芦鹿島（しょうなんあしかじま）
シカ電の浜咲駅のすぐ近くにあるモノレールの始発終着駅。駅のモデルは湘南モノレールの湘南江の島。
目白山下（めじろやました）
モノレールの途中駅。
西澄空（にしすみそら）
閑静な住宅街の駅。こちらも目立った特徴はない。駅のモチーフは湘南モノレールの西鎌倉駅。
湘南深沢（しょうなんふかや）
モノレールの途中駅。
湘南町屋（しょうなんまちや）
モノレールの途中駅。
富士見町（ふじみちょう）
モノレールの途中駅。
湘南千羽谷（しょうなんちはや）
千羽谷駅に接続しているモノレールの始発終着駅。

### OVA版のモノレールの駅
新澄空（しんすみそら）
OVA版メモリーズオフに登場するモノレールの駅。駅のモチーフは多摩都市モノレール線の多摩センター駅。

### 学校

#### 物語の舞台となる学校
私立澄空学園高等学校（すみそらがくえん）：初代、T-wave
澄空にある私立高校。浜咲学園には劣るものの進学校。校風はかなり自由。制服がかわいいことで女子に人気。
制服を新調したため、初代とT-waveではデザインが若干異なる。
藍ヶ丘第二中学校（あいがおかだいに）：Pure
藍ヶ丘にある中学校、初代や2nd、それからに出てきた一部の登場人物の母校でもある。
私立浜咲学園高等学校（はまさきがくえん）：2nd、それから
浜咲にある私立高校。学校独自の課外授業が充実しており、部活動も盛んである。澄空と同じく制服は女子に人気。
千羽谷大学（ちはや）：想い出にかわる君、とぎれたフィルム、encore
千羽谷にある大学。学部も多く、法学部や芸術学部などがある。様々な施設が存在する。
藤川市立藤林高等学校（とうりん）：ゆびきりの記憶
藤川にある市立高校。通称「藤（フジ）高」。進学校である澄空、浜咲学園に比べるとランクは下。
湘南海陵高等学校（しょうなんかいりょう）：innocent fille
藤川にある共学の私立進学校。文武両道の教育を伝統とする伝統校。
林鐘寺女子高等学校（りんしょうじじょし）：初代、innocent fille
通称「林女（リンジョ）」。私立のミッション系お嬢様学校である。
※初代では林鐘女子、T-waveでは林鐘寺女学院と表記されているが同一の学校である。
慶陽大学（けいよう）：星天の下で
私立大学
慶陽大学付属藤川高等学校（けいようだいがくふぞくふじかわ）：双想
通称「ケーフジ」。慶陽大学の付属高校で女子サッカー部が強豪。

#### その他の学校
桜峰第二中学校（さくらみねだいに）：2nd
桜峰にある中学校。健の母校。
私立千羽谷第一高等学校（ちはやだいいち）：想い出にかわる君
千羽谷にある女子校で制服がシックで女子生徒から絶大な支持を得ている。麻尋や荷嶋姉妹の母校。
私立仁成高等学校：想い出にかわる君
千羽谷が修学旅行先という、遠方の私立高。環が在籍している。
藤川市立看護専門学校：想い出にかわる君
藤川市にある看護学校。唯笑が通っている。
私立綾園学院高等学校（あやぞのがくいん）：とぎれたフィルム
綾園台にある私立高校。よく目立つ赤い制服が特徴。CUM研メンバーの母校。
青峯学院大学：Next Relation
千羽谷にある大学。経済学部などがある。果凛やクロエが通っている。
林鐘寺中学校（りんしょうじ）：ゆびきりの記憶
林鐘寺にある中学校、直樹やちなつの母校。
札幌海陵高等学校：innocent fille
北海道の札幌にある累の母校。湘南海陵は姉妹校にあたる。
澄空女学院高等学校：星天の下で
澄空にある女子校。みそらや藍乃が通っている。

### 団体
劇団バスケット：2nd
巴が所属する劇団。主に藤川で公演を行っている。
ジェッツ：2nd
健が小学生時代に所属していた少年サッカークラブ。
澄空FC（すみそらふっとぼーるくらぶ）：2nd
翔太が小学校時代に所属していたサッカークラブ。ジェッツとはライバル関係にあった。
Chihaya University Movie研究会（ちはやゆにばーしてぃむーびーけんきゅうかい）：とぎれたフィルム
通称はCUM研（くむけん）。三木耕作が設立した千羽谷大学のサークルだが、彼の死とともに休止状態となった後、春人たちの手によって活動を再開した。

### 施設・建築物

#### アパート・マンション
朝凪荘（あさなぎそう）：2nd
桜峰にあるアパート。健やつばめが居住している。門の近くにはクスノキがあり、庭にはメリッサが生い茂っている。火災の影響で1号室が存在しない。また、ルートに寄っては建物そのものが火災で全焼してしまう。
日暮荘（ひぐらしそう）：それから、とぎれたフィルム
千羽谷にあるアパート。一蹴や春人が居住している。
サングレイス澄空（さんぐれいすすみそら）：T-wave、Next Relation
澄空にあるマンション。志雄が一人暮らしをしながら管理人をしている。ルートによっては（Next Relationではどの展開でも）鈴も住んでいる。
ヴィッラ藤川（ヴぃっらふじかわ）：ゆびきりの記憶
藤川にあるアパートもしくはマンション。織姫が居住している。
夕凪荘（ゆうなぎそう）：innocent fille
累や京子が住むアパートで湘南海陵高校が指定する下宿先でもある。寿奈桜の家の隣にあり、大家は寿奈桜の母親。庭にメリッサが育てられている。

#### 飲食店
ルサック
全国チェーンのファミリーレストラン。桜峰店は信、健、巴、麻尋、クロエなど、歴代登場人物がよくアルバイトをしており、澄空小町通り店で英が、藤川駅前店では紗絵がアルバイトをしている。
cubic cafe（きゅーびっくかふぇ）：想い出にかわる君、それから、ユア
千羽谷にあるカフェ。テンチョーが経営していたが、テンチョーの死とともに閉店した。イームズ風のオシャレな家具が並んでいる。
ならずや：想い出にかわる君、それから
千羽谷にあるカフェ。テンチョーの弟が経営しており、『それから』では静流が店長代理を務めている。
バーガーワック：とぎれたフィルム
全国に展開するファーストフード店。千羽谷店ではあすかや春人がアルバイトをしている。
ふみ：T-wave
澄空にある小料理屋でりりすの祖母が営んでいる。
風流庵（ふうりゅうあん）：ゆびきりの記憶
芦鹿島に新装オープンした和風レストラン。ルサック桜峰店が試験オープンさせた実質上の姉妹店。
シーサイドカフェ・YuKuRu（ゆくる）：innocent fille、星天の下で、双想
芦鹿島にオープンしたカフェ。オーナーを鈴が務め、マスター（店長）として信を雇い入れ、京子も開店時から手伝っている。
経営はほぼ信に任されており、2階で鈴が作家として執筆業をしている。
星天の下では、お店を開いて10年目となっており、地元ではちょっとした有名カフェ店である。
双想では、車が店に突っ込み営業ができなくなり、現在は長期休業中となっている。
お店を直す工事は水元堂が担当している。

#### その他の店舗・企業
櫻書店（さくらしょてん）：2nd
鷹乃の叔父が営んでいる本屋。
地下室（ちかしつ）：想い出にかわる君、ユア
千羽谷にあるライブハウス。カナタが正午にある言葉を叫んだ場所でもある。
魚力（うおりき）：想い出にかわる君
千羽谷商店街にある魚屋。マグローの実家。
柏屋旅館・かしわや（かしわやりょかん）：それからagain
雅の伯父・正巳、雅の叔母・とおこが経営している旅館と工芸染織。
FM藤川（えふえむふじかわ）：T-wave
藤川を中心に放送しているFM局。通称はSEASIDE-FM。KANATAも出演している。
カガミ食品株式会社：T-wave
クロエの父、嘉神川幸蔵が経営する地域でも老舗の企業。
田原食品（たはらしょくひん）：T-wave
カガミ食品と同業種の会社。澄空学園奏雲祭のスポンサー。
宝樹庵（ほうきあん）：Next Relation、ふたりの風流庵
下龍境にある旅館でりりすの祖母の知り合いが経営している。信がバイトをしていた関係で風流庵とメニューの共同開発をしている。
水元堂（すいげんどう）：星天の下で
的射にある地域密着型なんでも屋であり、隼也の実家。父親の鷲雄が社長を務め、地元の名家である北条家をはじめ、多くの方々から信頼を得ている。

#### 施設
マリンランド：初代、それから、それからagain、ゆびきりの記憶
鴨浦にある大型遊戯施設。プールと遊園地が一体となっている。マスコットキャラクターはドルぴぃ。
芦鹿島動物公園：2nd
芦鹿島にある動物公園。警備が薄い。
千羽谷総合病院：想い出にかわる君、それから
千羽谷にある病院。カナタが搬送されたり、リナや幼少時のいのりが入院していたこともある。
プラザ：それからagain、とぎれたフィルム
『シティプラザ・アヤゾノ』の略称。綾園台にある大型ショッピングセンター。
コンサートホール：2nd
藤川にある。ピアノコンクールが開催されている。
真昼の子供園：それから、それからagain
身元のない児童を引き受ける養護施設。一蹴や扉はここで育った。
千羽谷ウイングシネマ：ゆびきりの記憶、ふたりの風流庵
千羽谷にあるシネコンで通称ウイシネ。
あしかじま水族館：それからagain、T-wave、Next Relation、ふたりの風流庵、innocent fille、双想
芦鹿島近くにある水族館。イルカショーがあり、人気のデートスポット。
霊園：とぎれたフィルム
綾園台にある霊園。雄介や耕作がここで眠っている。
大江戸ミュージアム：ゆびきりの記憶
江戸文化に触れる事が出来る大型博物館。広大な施設であり、端から端まで観ようと思うと丸1日かかる。常設展の他に企画展も頻繁に行われている。周囲には史跡や元力士が営むちゃんこ屋が数件ある模様。モチーフは両国にある江戸東京博物館。
神奈川県立近代美術館澄空別館：星天の下で
澄空にある美術館。モチーフは鎌倉にある神奈川県立近代美術館鎌倉別館。

#### 公園・教会など
澄空公園：初代、T-wave
澄空駅の近くにある公園。別名「噴水公園」。
千羽谷駅前公園：想い出にかわる君
駅から程近いところにある公園。
教会：それから、それからagain、innocent fille
一蹴やいのりが修復していた古びた教会。浜咲学園から徒歩で約10分ほどの距離。『innocent fille』では「片瀬山」という正確な地名が判明。
この時期には神父は引き払っていて既に使われていないが、建物自体はいのりが管理を引き継いでいる。
星恋の丘：それから、星天の下で
芦鹿島にある展望台。手すりには恋の成就を願う錠前がつけられている。
綾園台公園：とぎれたフィルム
「光の階段」ラストシーンが撮影された場所。緑豊かな公園。
澄空弁財天：T-wave、ふたりの風流庵、星天の下で
澄空駅から徒歩で20分。シカ電沿線の観光スポットであり、七福神の1人「弁天様」を奉っている。
泉龍神社：Next Relation
龍境温泉郷を守る竜神を祀っている小さな神社。
明龍神社：innocent fille
西澄空にある寿奈桜の父親が宮司を務める神社。龍神を祀っている。神社のモチーフは龍口明神社。

#### その他
嘉神川（かがみがわ）
千羽谷、澄空、桜峰付近を流れる川。登波離橋もこの川にかかっている。
登波離橋（とわりばし）
嘉神川にかかっている橋のひとつ。ほたると健はこの登波離橋で互いに告白し、付き合うことになった。
亜門湖（あもんこ）：Next Relation
龍境にある湖。人口の砂浜があり、遊泳やジェットスキーも出来る。ふたりの風流庵では名前がひっくり返り「門亜湖(とあこ)」となっている。モチーフは芦ノ湖。

### 生き物
ニンニンネコピョン
略称ニンネコ。唯笑が命名した猫で、智也によれば品種はアメリカンショートヘア。唯笑がかわいがっており、後に智也が自宅で飼うことになった。
名前の由来は発見当時に妊娠中（妊婦ならぬ妊猫）だったためだが、智也は当初「忍者猫」かと思い、『After Rain』で同様の誤解をした小夜美にも説明が面倒なのでそのまま押し通した。
『infinity』にキーホルダーという形でカメオ出演している。その続編の『Ever17』には「ニンネコ音頭'17」なる謎の歌が出てくる。
カメ吉
澄空学園のプールで飼われているというウミガメ。智也と信が世話をしていたが、やがて海へと帰った。というのは唯笑をだますための嘘で、実在の動物ではない。
『それから』では、落ち込んだ縁が竜宮城に連れて行ってもらおうとしていた。
町田中尉
澄空学園の生物室で愛玩用として飼われているネズミ。階級が中尉である理由は、ネズミの鳴き声が「チュウ」だかららしい。
智也は尻尾と骨格標本を結ぶことで、ひとりでに標本が動く仕掛けを作って唯笑を驚かそうとしたが、中尉が寝ていたため失敗した。
『ゆびきりの記憶 ふたりの風流庵』では、校門近くに墓が建てられている。
カクテキ
小夜美の飼っているジャンガリアンハムスター。利口で元気がいい。
ナムル
小夜美の飼っているロボロフスキーハムスター。おとなしい性格。
トモヤ
信が飼っている犬。信がかおると海岸で散策してる最中に拾った捨て犬。名前の由来は智也から。
人によって呼び方が変わり、その後の作品に登場するたびにケン→ショーゴ→イッシューと歴代主人公の名前をつけられる。扉に至っては何の関係もない「ジョン」と呼んでいる。
ナマチュー
初出は『2nd』アペンドストーリーの「メモオフ警告劇場・一期一会」。ナマコにほたるが付けた名前である。ナマコを漢字で書くと「海鼠」であり、ネズミはチューと鳴くから、という発想。
『想君』では渋谷の大型ビジョンに「KIDパークランドにて世界初ナマチューの赤ちゃん誕生」というニュースが流れる。
『それから』では葉夜のペットとして名前のみ登場する。いったい何の動物なのかは、最後まで秘密のままだった。
アカテガニ
カニの一種。信は夏の海に群がる若い男女の比喩として、海に産卵に来るこのカニを引き合いに出した。しかし人の話を聞かない響によって、彼の名前が「アカテガニ通り」ということにされてしまった。
食用ではないが、『Aftar Rain』での信はこのカニを調理して弁当にしたことがある。
メリッサ
鷺沢家が飼っている三毛猫。
シュガー
寿奈桜が飼っている犬。トモヤの子どもである。

### 食べ物
澄空学園購買部のパン
メニューは豊富であり、智也はカレーパンとあんパンの組み合わせを「ゴールデン・コンビ」と呼んでいる。問題はこうした普通の商品以外にわけのわからないパンが並んでいることである。
『T-wave』の頃まで残っており、「学食の地下には（これらの）怪しげなパンを作る工房がある」とまで言われている。
バナ納豆パン
天然納豆とバナナをブレンドしたもの。
『メモオフみっくす』では小夜美の必殺技として登場する。
『ゆびきりの記憶』販促企画「メモオフカフェ」のメニューとして実際に製作された。
ウニパン
カスタードプリンに特選しょうゆをかけて焼き上げ、ウニのような味に仕上げたもの。
メロンパン
キュウリにハチミツをかけてメロンのような味に仕上げたもの。
ドリアンパン
ドリアンを材料に使ったもの。すさまじい臭気を放つ。
焼きそばドーナツ
焼きそばとドーナツを組み合わせたもの。
半熟フカヒレサンド
高級食材のふかひれを使用している。

カキコオロギ
智也と信が文化祭で発売した商品。すりつぶしたコオロギをかき氷にふりかけたもの。
『T-wave』では、文化祭で同様の事件を繰り返さないことが、澄空学園生徒会の重要項目となっている。
きゅうちゃん
みなもが作ったおにぎりの具。食べた者は「キューキュー」と言ってしまう。何が入っているのかは謎のままだが、キュウリとする資料もある。
パサパサパスタ
唯笑が作った料理。とても乾燥していて、飲み物なしには食べられない。
OVAでは小夜美がパサパサパスタを使ったパンを作って購買で売れないか画策するシーンがあるが、本来の設定では小夜美はパンを売るだけであり、作ってはいない。
ジュエルチョコ
おもちゃの指輪が付いてくる子供向けの菓子。唯笑のお気に入り。
『Ever17』では、同じく指輪が付録する「ジュエルチョコアイス」が話題に上る。
ゆばむ…
希が作るなぞの料理。調理中はすさまじい効果音が出るうえ、盛り付けた皿は溶け出す。初出は『2nd』アペンドストーリーの「メモオフ警告劇場・阿鼻叫喚」。
『ゆびきりの記憶』でも風流庵の隠しメニューになっている。
ホットナタデココ
ナタデココ入りのジュース。
ロシアンたこやき
湘南海陵高校の文化祭で売られているたこやき。複数のたこやきのどれかにカラシが大量に入っている（ただしカラシ入りは一つとは限らない）。

### その他

#### 初代
オチバミ
お花見の秋バージョン。落ち葉や紅葉を見ることを楽しむ。
「雨はいつあがる?」
信が智也と唯笑の仲を取り持つ際に手紙で伝えた言葉。その後の作品でも信はこの問いに対して「止まない雨はない。振り続けても傘を差して歩けばいい。」と教え、主人公の迷いを取り去っていった。

#### 2nd
ソオチンニャン人形
てるてる坊主の起源となった中国の人形。中国語で"掃晴娘"と書く。願いが叶った後は川に流すという風習がある。『それから』のいのりが大好きな人形。2ndではほたるが健に、それからではいのりが一蹴に送る。
登波離橋伝説
はるか昔（信によると正応4年（1291年））に嘉神川に架かる橋で起きた事件。橋の上で既婚男性の愛人が妻を突き落とそうとしたが、それを知った妻が愛人と自分の服の裾を縫い合わせたため、2人とも亡くなったことから、
この橋で告白すると恋愛が成就しないとされる伝説。長野県に似た伝承がある。健とほたるはこの伝説をものともせずに結ばれた。
悲愴
『ピアノ・ソナタ第8番ハ短調Op.13「悲愴」』のこと。ほたるが好んで弾く曲。
愛の夢
『Liebestraume No.3/愛の夢』のこと。ほたるがNPA音楽コンクール決勝で弾いた曲。
クィクィ星人
翔太が口にする謎の単語。その後の作品でも別の人物から度々この単語が出るが、結局なんなのかは全くの謎。
伝説の告白
浜咲学園校庭において全校生徒の前で行われた健とほたるの公開告白。この告白は浜咲学園で知らぬ者はいない永遠の伝説となり、健とほたるの名前までは伝わらなかったが、大筋は澄空学園にまで伝わった。
それに倣ってか否か、のちに浜咲では一蹴が雅に、澄空でも志雄がりりす、或いは結乃に、大衆の面前で大胆な告白を行っている。

#### 想い出にかわる君
『想い出にかわる君』
土曜夜10時に流れる劇内ドラマ。音緒が好きなドラマ。内容は朋人、愛果、きいなの三角関係を描いたもの。朋人、愛果、きいなの声優はそれぞれ、1stの智也、彩花、唯笑で、1stで彩花が生きていた場合のifストーリーとも言えるもの。
後番組として『それでも君を想い出すから』が放映されている。
芦鹿島大花火大会
毎年夏に芦鹿島で開催される花火大会。異性を誘って見にいくデートイベントとしても有名。
夕凪号
信が乗っている自転車につけられた名前。
台風号
正午が乗っている自転車につけられた名前。イタリア製のマウンテンバイク。
「ナマステ」
インドを訪れた信が好んで使う挨拶。

#### それから
乙女の祈り
いのりが好んで弾く曲。
超絶技巧練習曲第9番
リストの超絶技巧練習曲の第9番のこと。いのりがNPAピアノコンクールで課題曲を無視してこの曲を弾いた。副題は『回想』（Ricordanza）。
天使のオルゴール
一蹴がホワイトデーのお返しに、いのりに贈ったオルゴール。

#### とぎれたフィルム
光の階段
春人たちが再開した新CUM研製作の短編映画。雄介が残した遺作であり、台本を預かっていた麻尋がCUM研に合流したことで完成した。
ファム・ファタル
麻尋との会話を撮影していた雄介が、そのテープにつけたタイトル。

#### T-wave
T-WAVE
FUJIKAWA SEASIDE FM（83.1kHz）で放送されているKANATAのラジオ。『T-WAVE』は小さな細波『Tiny wave』を縮めたもので、キャッチフレーズは「今夜もお休み前の静かな波音をお届けします」
奏雲祭
澄空学園の文化祭の名称。大変賑やかで後夜祭もある文化祭なのだが、生徒会や文化祭の実行委員の負担が重い。
後夜祭のフォークダンス
澄空学園の後夜祭でおこなわれるフォークダンス。澄空学園では「後夜祭のダンスを一緒に踊ったカップルは幸せになれる」という伝説がある。

#### ゆびきりの記憶
レッツゴー☆ペタペタ
10年ほど前に大人気だったペンギンのぎんじろーさんが活躍するアニメ。ストーリーの重要なキーとなる。

#### innocent fille
澄空アルーキーズ
奏波が執筆した記事も載っているフリータウン誌。駅などに置いてあり、毎月25日に発行される。
魔法少女ビューティー・キラリン
柚莉が子どもの頃に観ていたアニメ。困っているときはキラリン☆ソードで颯爽と助けてくれる女の子が出てくる。

## 作品内における時間の経過
※1st=『Memories Off』、2nd=『Memories Off 2nd』、Duet=『Memories Off Duet』、想君=『想い出にかわる君 〜Memories Off〜』、それから=『Memories Off 〜それから〜』、#5=『Memories Off #5 とぎれたフィルム』、6=『メモリーズオフ6 〜T-wave〜』、6NR=『メモリーズオフ6 Next Relation』、ゆびきり=『メモリーズオフ ゆびきりの記憶』
『Memories Off』シリーズの作品はすべて世界観を共有しており、本編で新作が発表されるたびに劇中でも時間が経過していく。ただし、作品内の年代は必ずしも現実とは一致しない。
シリーズ初期の作品は、その前作のメインヒロインのエンディングを前提とした内容になっていたが、旧作との関連性を抑えた『#5』のころから結末を特定するような描写は控えられるようになった。『#5』や『6』でディレクターを務めた相澤こたろーは「あなたの選んだヒロインが主人公と未来を歩みます。"正史" などないのです！」と発言している。シリーズ完結となる『-Innocent Fille-』では例外的に、ある程度シリーズ内の結末が特定できるようになっている（いのりが鷺沢姓を名乗っている、クロエに婚約者がいる等）。
以下、設定年代順に各作品の概略を述べるとともに、同時期に起きた出来事については関連人物の登場作品の略記を添えて配置する。『1st』から『6』までの設定年代は『メモリーズオフ クロニクル』の「作品内歴史年表」に拠る。

### 1997 - 2000年
Memories Off Pure（1997年4月）
『1st』の前日談。
智也・彩花・唯笑、藍ヶ丘第二中学2年生。みなも、別の中学の1年生。
幼なじみの3人が、それまでの枠から脱して恋愛関係へと踏み出す過程を描く物語。以下の作品では彩花がヒロインとなった前提で語られる。
【1st】12月に彩花が交通事故死する。その場に信も居合わせたが、事故への恐怖のあまり何もできなかった。
【6】鈴、澄空学園高校2年生。11月に教師に告白するが、振られる。
（1999年9月）
【想君・それから】正午・カナタ・果凛・葉夜、浜咲学園高校1年生。祖母の死後、カナタは突然退学して姿を消す。
Memories Off 2nd 〜雪蛍〜（2000年1月）
『2nd』の前日談。『Duet』に収録されたのが初出である。
健・ほたる、浜咲学園高校1年生。サッカーの試合中、対戦相手に飛び蹴りを食らわせた健に、観戦していたほたるは一目ぼれする。
【#5】美海14歳。5月9日に事故に遭い、以後は毎年この時期になると一年分の記憶が消失する後遺症を患う。
Memories Off（2000年10月）
シリーズ第1作。
智也・唯笑・信、澄空学園高校2年生。詩音は9月、かおるは10月にそれぞれ転入してくる。みなも、澄空学園高校1年生。小夜美、母の代理で澄空学園購買部に勤務。
今は亡き彩花との思い出を引きずったままの智也が、やがて新しい恋と出逢うまでを描く物語。以下の作品では唯笑がヒロインとなった前提で語られる。
【2nd】11月に澄空学園の文化祭が開かれる。智也
、信によって悪名高い「カキコオロギ」を食べさせられる。希・望、みなもの描いた風景画を鑑賞する。12月には、健とほたるが交際を始める。
【6】鈴、喫茶店でアルバイト中。
【ゆびきり】織姫、澄空学園高校3年生。

### 2001年
Memories Off Brigde（2001年2月）
『1st』と『2nd』の橋渡しとなる物語。小説とドラマCDで展開した。
信の憧れの女性だった片倉ふみきが澄空学園の臨時講師となる。信はふみきに告白するも振られ、高校を中退してフリーターとなる。このとき、犬を拾ってトモヤと名づける。
【#5】4月17日、映画監督の三木耕作が死亡する。彼は春人の恩師であり、瑞穂の夫でもあった。
【6】3月、澄空を離れていたりりすが街に戻り、祖母の家で暮らし始める。
Memories Off After Rain Vol.1 折鶴（2001年5月）
『1st』と『2nd』の登場人物による外伝。
智也・唯笑・巴、澄空学園高校3年生。澄空と浜咲は同じ日程で京都への修学旅行を実施する。
唯笑と交際中にもかかわらず、いまだに彩花の件を振り切れていない智也は、弟を交通事故で亡くすという彼と似た過去を持つ巴と知り合い、心を揺らす。
Memories Off 2nd（2001年8月）
シリーズ第2作。
健・ほたる・鷹乃・翔太、浜咲学園高校3年生。巴、澄空学園高校3年生。希・望、澄空学園高校2年生。つばめ、浜咲学園の臨時講師となる。静流、千羽谷大学3年生。信は健と同じアパートの住人で、レストラン「ルサック」にてアルバイト中。
サッカー部を引退した後、将来の進路も決められずにいる健は、ピアニストとしての才能を開花させていく恋人ほたるとの間に距離を感じていた。ひとつの恋の終わりと新たな始まりを描く物語。『After Rain』を除く以下の作品では、ほたるがヒロインとなった前提で語られる。
【2nd】9月27日、ウィーンへピアノ留学に行ったほたるが突然日本に戻り、浜咲学園校庭で衆人環視の下、健とキスを交わす。2人は伝説のカップルとして澄空学園にまで知れ渡り、末永く語り継がれる。
Memories Off After Rain Vol.2 想演（2001年11月）
『1st』と『2nd』の登場人物による外伝。本編とは設定が異なり『2nd』の巴ノーマルエンドを継承しているため、ほたるは留学せず日本に居残っている。
健・ほたる・鷹乃、浜咲学園高校3年生。浜咲と澄空では文化祭が開かれる。
ほたると交際中にもかかわらず、巴とも親しくなってしまった健は、さらに鷹乃のことも気になっていた。そのような折、文化祭の出し物をめぐって、クラスの意見は喫茶店と演劇で真っ二つに割れる。結果を決める最後の一票は健の手の中にあった。

### 2002 - 2003年
（2002年1月）
【想君】信、旅行先のインドで行き倒れ、キュービックカフェのテンチョーに助けられる。
ユア・メモリーズオフ〜Girl's Style〜（2002年2月）
女性向けのスピンオフ作品。『想君』の前日談に該当し、同じ喫茶店「キュービックカフェ」を舞台としている。
海・理人、浜咲学園高校3年生。俊一、千羽谷大学1年生。清孝、千羽谷大学3年生。秀巳は映画館でアルバイト中。拓、浜咲学園高校2年生。謎の青年くーたは放浪中。
キュービックカフェでアルバイト中の海は、俊一・清孝・秀巳が結成したバンド「ユア」のボーカルに誘われる。そこへさらに「ユア」に参加希望する拓が押しかけ、4月の「春フェス」に向けた音楽作りの模索が始まる。
Memories Off After Rain Vol.3 卒業（2002年3月）
『1st』と『2nd』の登場人物による外伝。本編とは設定が異なり『2nd』の巴ノーマルエンドを継承しているため、ほたるは留学せず日本に居残っている。
智也・唯笑、澄空学園高校3年生。健・ほたる、浜咲学園高校3年生。彩花は天使のように愛する人々を見守る。
友人たちが次々と卒業後の進路を決めていく中、智也は大学受験に失敗し続け、悩みを抱えた健は合格を喜べずにいた。2作品の登場人物たちの未来が描かれる。
【6】4月、鈴は「鈴代黎音」のペンネームで作家デビューを果たす。
想い出にかわる君 〜Memories Off〜（2002年7月）
シリーズ第3作。
正午・沙子・那由多、千羽谷大学1年生。カナタはモデルとして活動中。音緒、千羽谷第一高校2年生。深歩、千羽谷第一高校1年生。響はフリーター。環は修学旅行から抜け出しトビーに保護される。信・トビー（扉）・マグローはカフェの常連。
キュービックカフェに入り浸る正午の前に、高校を中退して行方をくらましていた元恋人のカナタが現れる。正午はカナタの真意がつかめないままに、新しい出逢いを求めていく。過去と現在の想いが交錯する様子を描く物語。
【1st】唯笑、看護専門学校1年生。信の友人としてカフェに来店する。智也と交際中だが、彩花の死後にその居場所を奪うような形になったことがつらく、テンチョーに相談する。智也は大学受験浪人。小夜美、千羽谷大学4年生。
【2nd】静流、千羽谷大学4年生。
【想君】9月7日、カナタがバイクで交通事故を起こす。彼女は助かるが、同乗していたテンチョーは死亡し、キュービックカフェは閉店する。
（2003年4月）
【想君・それから】1月からネパールを旅していた信が日本に帰る。
【#5】春人・雄介・香月・修司、千羽谷大学1年生。活動休止中の映画サークル「CUM研」を復活させるが、5月9日に雄介がマンションから転落死する。

### 2004年
Memories Off 〜それから〜（2004年2月）
シリーズ第4作。
一蹴・いのり・雅・歩、浜咲学園高校3年生。縁・さよりん、浜咲学園高校2年生。果凛、モデルとして活動中。葉夜、カフェ「ならずや」でアルバイト中。信は一蹴と同じアパートの住人。
高校卒業を目前にして、一蹴は恋人のいのりから一方的に別れを告げられる。仲間たちの励ましを受けて新たな恋に踏み出すのか、いのりへの想いを貫くのか。愛するがゆえの嘘と隠された真実をめぐる物語。
【2nd】静流、ならずやの店長代理を務める。ほたる、コンサートのためウィーンから日本に一時帰国。
【想君】カナタ、モデルとして活動中。浜咲での同級生だった果凛・葉夜とは今も親しい。扉は一蹴と児童養護施設「真昼の子ども園」での同窓だが、仲は良くない。
Memories Off #5 とぎれたフィルム（2004年4月）
シリーズ第5作。
春人・香月・修司、千羽谷大学2年生。あすか・美海、綾園学院高校3年生。麻尋、レストラン「ルサック」でアルバイト中。瑞穂、ファーストフード「バーガーワック」社員。歩、千羽谷大学1年生。信は春人と同じアパートの住人。
千羽谷大学の映画サークル「CUM研」は、1年前にリーダーの雄介が謎の転落事故死を遂げてから活動らしい活動をできずにいた。そこへ雄介の遺稿を手にした麻尋が現れ、「これを映画にしてほしい」と依頼してくる。しかしその麻尋こそ雄介を死に追いやった張本人と言われていた。一度は諦めた夢に向かって再起する物語。
【それから】Karin（果凛）、人気モデルとして活動中。麻尋は彼女のファンで、自室にポスターを貼っている。
Memories Off 〜それから again〜（2004年）
『それから』の後日談。3人のヒロインと結ばれた後の物語を収録する。各編の内容は独立している。
いのり編 - 夏、破局の後に再びいのりと恋人同士となった一蹴は、幼いころを過ごした「真昼の子ども園」の閉鎖を知らされる。
雅編 - 3月、高校の卒業式を飛び出した勢いのままに駆け落ちした一蹴と雅が、やがて地に足のついた生活を始めるまでを描く。
果凛編 - 7月13日は果凛の誕生日。お嬢様にして人気モデルという彼女にふさわしいお祝いを求めて、一蹴が奮闘する。
【6】11月。志雄、澄空学園高校1年生。生徒会庶務に就任する。クロエ、澄空学園高校2年生。生徒会長に就任する。
Memories Off #5 encore（2004年12月）
『#5』の後日談。麻尋エンドを継承している。
春人、千羽谷大学2年生。秋名、千羽谷第一高校2年生。あすか、綾園学院高校3年生。麻尋、レストラン「ルサック」でアルバイト中。
麻尋と友達以上恋人未満のあいまいな関係を続けている春人の部屋に、母親とケンカして家を飛び出したあすかが転がり込んでくる。一方CUM研には、香月にスカウトされた秋名が助っ人として加わっていた。成長したCUM研メンバーの新たな挑戦を描く物語。

### 2005 - 2006年
メモリーズオフ6 〜T-wave〜（2005年10月）
シリーズ第6作。
志雄・りりす・智紗・亨、澄空学園高校2年生。クロエ、澄空学園高校3年生。結乃、9月に澄空学園高校1年へ転入。黎音（鈴）、バイクで走行中に行き倒れて志雄に助けられる。信はりりすの祖母の小料理屋「ふみ」の常連客。
澄空の文化祭である「第23回 奏雲祭」の開催を間近に控えた秋。志雄は幼なじみのりりすの紹介で知り合った智紗から告白されるが、とっさに明確な返事ができず、奏雲祭までに答えを出すという約束をして結論を引き延ばす。自分にとって本当に好きな人の存在に気づいていく物語。
【想君】KANATA（カナタ）、ラジオ番組「KANATAのラジオ T-wave」のDJとして活動中。志雄と結乃はこの番組のファン。
メモリーズオフ6 Next Relation（2006年7月）
『6』の後日談。冒頭の選択によって志雄の交際相手が決まり、5つの独立したシナリオに分岐する。
志雄・りりす・智紗・亨、澄空学園高校3年生。クロエ、青峯学院大学1年生。結乃、澄空学園高校2年生。鈴、志雄が管理するマンションに入居中。信は龍境温泉郷の「宝樹庵」でアルバイト中。ノエルは11歳。
卒業したクロエの跡を継いで生徒会長に就任した志雄も、夏休みくらいは仕事から解放されたいと思っていた。しかし、りりすに新作小説の執筆を急かされた鈴が彼の部屋に逃げ込んでくる。志雄はなんとか恋人との時間を作ろうとする。

### 2007年
メモリーズオフ ゆびきりの記憶（2007年5月）
シリーズ第7作。
直樹・ちなつ、市立藤林高校2年生。霞は家出中。織姫、市立藤林高校教員2年目。リサ、浜咲学園高校2年に短期留学中。詩名、市立藤林高校1年生。信、和風レストラン「風流庵」店長代理。亨、大学受験に失敗し風流庵でアルバイト。京子、風流庵キッチンリーダー。
元許婚だったちなつの家に同居していた直樹は、進級を機にひとり暮らしを始める。しかし家出少女の霞によって彼女を襲っている写真を捏造され、脅される形で同居を認めざるを得なくなる。
【それから】Karin（果凛）、人気モデルとして活動中。
【6NR】ノエルは中学生。

### 2010年
メモリーズオフ -Innocent Fille-（2010年10月）
シリーズ第8作。
ノエル林鐘寺女子高校1年生15歳。信、「シーサイドカフェ・YuKuRu」マスター26歳。
メモリーズオフ -Innocent Fille- for Dearest（2010年10月 - 2011年4月）
『Innocent Fille』の後日談。冒頭の選択によって累の交際相手が決まり、5つの独立したシナリオに分岐する。

### 2024年
メモリーズオフ 双想 〜Not always true〜

## スタッフ
- プロデューサー：市川和弘、亀谷恒治、柴田太郎
- シリーズ監修：柴田太郎
- キャラクターデザイン：ささきむつみ、松尾ゆきひろ、輿水隆之、森井しづき
- 音楽：阿保剛、林克洋
- 音響制作：サイトロン・デジタルコンテンツ（ - それから）、5pb.（#5 - ）

## 関連作品
各ゲームをまたがる作品のみ記載、単独のゲームに閉じた物は各作品に各項目を参照。

### CD
- メモオフ・ファーストコンサート ALBUM〜表も裏も完全ノーカット版！〜（2002年2月20日）
- メモオフピアノコレクション 第1集（2002年11月20日）
- メモオフピアノコレクション 第2集（2003年10月22日）
- Memories Off Special BGM Collection BOX（2004年11月19日）
- Memories Off オルゴールコレクション（2004年12月22日）
- Memories Off Collectors Box（「想君」と「それから」のコンプレットボックス。2005年3月24日）
- Memories Off 10th anniversary PERFECT VOCAL COLLECTION（完全限定受注生産。2010年7月23日）

### ドラマCD
- Memories Off Bridge（2001年10月）
- Memories Off Conzert OP.1（2002年10月25日）
- Memories Off Conzert OP.2（2002年11月22日）
- Memories Off 想い出のパルティータ（2004年2月18日）

### バラエティCD
- みんなでつくるメモオフCD!!（2002年5月9日）
- みんなで作るメモオフCD!! Part2（2004年9月23日）
- みんなでつくるメモオフCD!! Season3（2006年4月7日）

### 小説
- メモリーズオフ Bridge ISBN 978-4-8402-2004-0

### ラジオ
- メモオフ放送部（2001）（2001年）
- みずたまメモリーズ（アール・エフ・ラジオ日本、2001年）
- みずたま拡大計画（2001年）
- みずたまフレンズ（文化放送、2002年）
- みずたま乗っ取り計画（2002年）
- 井戸端ネットラジオ 小さな幸せ（2002 - 2006年）
- メモオフ放送部（2004）（2004年）
- ラジオしちゃうぞ!メモオフ#5（ラジオ関西、2005 - 2006年）
- 井ノ上奈々のメモオフラジオ（HiBiKi Radio Station、2009年 - 2011年）
- ちなつとまひろのメモオフラジオ!〜ふたりで風流庵〜（音泉、2013年 - ）
- もっと！もっと！メモリーズオフ！（2017 -）